# Sonja Kireta
Sonja Kireta (Zagreb, 21. listopada 1976.) je hrvatska košarkašica, bivša članica hrvatske košarkaške reprezentacije.

## Karijera
Nastupala 13 godina u europskim natjecanjima,4 godine u Eurocupu te 9 godina u najjačem europskom klupskom natjecanju,Euroliga (FIBA Euroleague ) te nastupila 3 puta na završnom turniru,Final Fouru Euroleague. Osvojila je Europski Supercup, prvenstvo Francuske,francuski Kup i francuski Turnir Federacije,turski Kup ,prvenstvo Češke i češki Kup te dva puta španjolski Supercup.

### Klubovi
Igrala je za zagrebačku Montmontažu (danas Trešnjevka 2009.), španjolski Perfumerias Avenida Salamanca i Ros Casares, francuski Nantes, Bourges i USVO iz Valenciennesa, češku USK Prahu,talijansku Parmu te turski Gure,Botas i Tarsus.

### Reprezentacija
Sudjelovala je na završnim turnirima europskih prvenstava i na Mediteranskim igrama. Nakon nastupa za kadetsku i juniorsku reprezentaciju RH, sa 17 godina prvi puta je pozvana u seniorsku reprezentaciju kao najmlađa igračica ikad pozvana.
Njeno prvo veliko prvenstvo bio je završni turnir EP 1995. godine.
Osvojila je zlato na Mediteranskim igrama 1997. godine.
Sudjelovala je na EP 1999. godine.
Zbog ozljede otpala je s popisa za Mediteranske igre 2005. godine.
Sudjelovala je na završnom turniru europskog prvenstva 2007. godine, gdje je nakon prvog kruga bila četvrta po blokiranim loptama.
2008. je bila u skupini igračica koje su izborniku Nenadu Amanoviću otkazale poziv za pripreme za EP 2009.,i te godine umirovila reprezentativni dres.